# Kentaro Kai
Kentaro Kai (甲斐 健太郎 Kai Kentaro?), född 1 november 1994 i Osaka prefektur, är en japansk fotbollsspelare.
Kai började sin karriär 2016 i FC Gifu. 2018 blev han utlånad till Gainare Tottori. Han spelade 32 ligamatcher för klubben. Han gick tillbaka till FC Gifu 2019.